# المرصد الأوروبي الشمسي
المرصد الأوروبي الشمسي (EST) هو مشروع مستقبلي تشترك فيه معظم دول أوروبا بهدف بناء مرصد شمسي بقطر 4 أمتار من الجيل الجديد من التيليسكوبات، ومن المفترض أن يقع داخل جزر الكناري التابعة لأسبانيا. ومن المتوقع في عملية بناءه أن يتم توظيف أحدث الأجهزة المتطورة المزودة بدقة مكانية وزمانية عالية جدًا، والتي بوسعها التقاط معلومات طيفية ثنائية الأبعاد بكفاءة عالية. وذلك بغرض دراسة اقتران المجال المغناطيسي الشمسي بين غلافها الضوئي الداخلي (photosphere) والغلاف اللوني العلوي (upper chromosphere). وذلك يتطلب استقصاء خواص البلازما الحرارية والديناميكية والمغناطيسية على عدة ارتفاعات، مستخدمًا في ذلك تكنولوجيا تصوير متعددة الأطياف الضوئية، وأساليب تحليل الأطياف الضوئية، وقياس الاستقطاب الضوئي.
وفيما يخص عملية تصميم المرصد، فمن المؤكد أنه سوف يتم التشديد على استخدام عدد هائل من الأجهزة التي تتعامل مع الضوء المرئي والأشعة تحت الحمراء القريبة آنيًا، وذلك بغرض تحسين كفاءة الفوتونات، والقدرات التحليلية لهذا المرصد مقارنة بالمراصد الأرضية أو الفضائية، المتاحة أو المخطط لها. وفي مايو عام 2011، تم الانتهاء من عملية دراسة تصور تصميم المرصد.
وتتولى الجمعية الأوروبية للمراصد الشمسية (EAST) مهمة تطوير هذا المرصد، والتي تأسست من أجل استمرار نمو مجتمع علم الفيزياء الشمسية في أوروبا. ومهمتها الرئيسية هي الانتهاء من تطوير، وبناء، وتشغيل المرصد الأوروبي الشمسي. ويعتبر الكثيرون أن هذا المرصد هو نظير المرصد الأمريكي دانيال كي إنويه (DKIST)، وهو بدوره تحت الإنشاء حاليًا.

## دراسة تصورية
وقد تم الانتهاء من دراسة تصورية لتصميم المرصد في مايو عام 2011 بالتعاون مع المعاهد البحثية، والشركات الصناعية. وقد استغرقت تلك المرحلة 3 سنوات، وتكلفت 7 ملايين يورو، وقد تم تمويلها جزئيًا من قبل المفوضية الأوروبية التابعة للإتحاد الأوروبي، وذلك تحت بند البرنامج السابع الخاص بهيئة البرامج للأبحاث (FP7). وتتوقع تلك الدراسة أنه يستلزم لتصميم وبناء المرصد 150 مليون يورو، بالإضافة إلى 6.5 مليون يورو تكلفة تشغيل سنوية.

## الشركاء
وتتكون الجمعية الأوروبية للمراصد الشمسية من اتحاد 7 معاهد بحثية، و29 شركاء من مجال الصناعة من 15 دولة أوروبية. وقد تأسست بغرض بناء الـ(EST) من بين أغراض أخرى، وذلك بهدف المحافظة على مكانة أوروبا في صدارة علم الفيزياء الشمسية.
| المؤسسة  | المؤسسة                                            | الموقع          | الموقع           |
| -------- | -------------------------------------------------- | --------------- | ---------------- |
| IGAM     | معهد الجيوفيزياء والفيزياء الفلكية والأرصاد الجوية | النمسا          | غراتس            |
| HVO      | مرصد فار                                           | كرواتيا         | فار              |
| AIASCR   | المعهد الفلكي، أكادمية التشيك للعلوم               | جمهورية التشيك  | أوندريوف         |
| THEMIS   | THEMIS S.L., INSU-CNRS, CNR                        | فرنسا           | باريس            |
| KIS      | معهد كيبنهوير للفيزياء الشمسية                     | ألمانيا         | فرايبورغ         |
| UniDeb   | مرصد دبرستن للفيزياء الشمسية                       | المجر           | دبرستن           |
| INAF     | المعهد القومي للفيزياء الفلكية                     | إيطاليا         | روما             |
| UU       | المعهد الفلكي، جامعة يوترخت                        | هولندا          | يوترخت           |
| ITA      | معهد الفيزياء الفلكية النظرية                      | النرويج         | أوسلو            |
| IA UWr   | المعهد الفلكي، جامعة ڨراتسواف                      | بولندا          | فراتسواف         |
| AISAS    | المعهد الفلكي السلوفاكي، أكاديمية العلوم           | سلوفاكيا        | تاتراسكا لومنيشا |
| IAC      | معهد جزر الكناري للفيزياء الفلكية                  | إسبانيا         | لا لاغونا        |
| SU       | معهد الفيزياء الشمسية                              | السويد          | ستوكهولم         |
| IRSOL    | معهد الأبحاث الشمسية                               | سويسرا          | لوكارنو          |
| UCL-MSSL | كلية لندن الجامعية – مختبر مولارد لعلوم الفضاء     | المملكة المتحدة | اندن             |